# Serge Dufoulon
Serge Dufoulon, né le 15 avril 1956 à Tunis (Tunisie) et mort le 30 octobre 2022 à Aix-en-Provence,, est un sociologue français post-moderne.
Blogueur et anciennement chroniqueur à la radio dans l'émission Les Grandes Gueules de RMC, il est spécialiste de la voyance. Il a en outre réalisé des travaux en sociologie du travail, ainsi que sur les migrations et l'environnement.

## Carrière
Serge Dufoulon obtient la maîtrise de sociologie rurale et le certificat d’économie politique (CEPS) dans les universités d'Aix-Marseille I et II, puis un DEA à l'École des hautes études en sciences sociales sous la direction de Georges Condominas, Serge Dufoulon est docteur en sociologie et sciences sociales (1995), Ballade anthropologique en familles de voyantes. Une ethnographie de la voyance, (dir. de Georges Condominas et François Laplantine) université de Lyon II. Habilité à diriger des recherches en sociologie (2000), De la sociologie du religieux à la sociologie du travail… L’incertitude identitaire )sous la direction de Gérard Althabe, École des Hautes Études en Sciences Sociales), il devient professeur de sociologie et anthropologie, ex-directeur du département de sociologie à l’université Grenoble-II (Pierre Mendès France). Il fut également expert auprès de l'Agence d'évaluation de la recherche et de l'enseignement supérieur.[citation nécessaire]
Il a été chroniqueur au sein de l'émission Les Grandes Gueules sur RMC à partir de 2012.

## Recherches et publications
Serge Dufoulon se définit comme un « anthropologue généraliste maussien » qui se caractérise par ses méthodes d'approche transversales des objets plus que par l'appartenance à un courant théorique ou à la spécialisation sur un objet ou encore sur une thématique. Les approches symboliques et culturelles sont toujours présentes dans ses travaux. Il a écrit des études en sociologie du travail, sur l'armée (1998) et en sociologie des religions sur la voyance (1997). Il a également écrit des analyses sur la ville, les immigrés, les recompositions identitaires. Il participe à plusieurs réseaux de recherche, dont le programme « Identités et Cultures en Europe », dirigé par Gilles Rouet dans le cadre d’un programme Jean Monnet (2009-2014).[citation nécessaire]
Il est membre de l'Association Internationale des Sociologues de Langue Française et de l’Institut d’Études Européennes et Internationales de Reims.[citation nécessaire]
Serge Dufoulon est également romancier, il a publié deux romans : Adieu mon ange (L'Harmattan, 2009) et Les Jours de papier (Éditions Orizons, 2010).

## Controverse autour d'une procédure disciplinaire
En 2016, Serge Dufoulon est accusé par trois élèves d'avoir tenu des « propos inappropriés » lors de cours de master en sociologie consacré à l'écriture sociologique de l’intime. Selon les témoignages recueillis, il aurait utilisé des expressions comme « tu vois, le problème avec toi, c’est que personne n’a envie de te baiser. » et fait des commentaires sur le physique des étudiantes. Serge Dufoulon est sanctionné, en janvier 2017, par la section disciplinaire du conseil académique de l’Université Grenoble-Alpes (UGA), qui le condamne à 8 mois d'interdiction d'exercer. Ayant fait appel de la décision, il est relaxé le 10 juillet 2018 par le Conseil national de l'enseignement supérieur et de la recherche (CNESER) qui estime que « les propos et le ton employés n’ont pas excédé les limites de la liberté académique ».
À la suite d'une lettre ouverte signée par plusieurs associations dont l'Association française de sociologie et le CLASHES (Collectif de lutte anti-sexiste contre le harcèlement sexuel dans l'enseignement supérieur), l'UGA annonce sa décision de se pourvoir en cassation devant le Conseil d'État. L'avocat de Serge Dufoulon, qui affirme avoir « reçu mandat de déposer une plainte pour dénonciation calomnieuse, contre les signataires de la lettre ouverte qui ont une vision tronquée et idéologique », envisage le dépôt d'une nouvelle plainte contre l’UGA pour harcèlement. Selon Place Gre’net, « les sociologues “dissidents” du Lestamp ont fait valoir leur soutien au professeur », notamment en reproduisant un billet publié sur son blog hébergé par Mediapart.
Serge Dufoulon décide, lui, de saisir le tribunal administratif de Grenoble pour deux raisons : il estime avoir été victime de harcèlement moral de la part de la direction de l’UGA, et conteste également le refus, par l’UGA, de lui « accorder une protection fonctionnelle à la suite d’une mise en cause, par plusieurs étudiants, pour des "comportements inappropriés" ». Ses deux appels sont rejetés.
Le Conseil d'État casse la relaxe du CNESER et renvoie Serge Dufoulon devant ce dernier, qui le condamne cette fois ci à un blâme.

## Principaux ouvrages et publications
- Serge Dufoulon et Gilles Rouet, « Prélude, Territoire et frontière de l'intime », dans Simone Bernard-Griffihts et Daniel Madelénat (dir.), Les relations familiales dans les écritures de l'intime du XIXe français, Presses universitaires Blaise Pascal, coll. « Écritures de l'intime : correspondances, mémoires, autobiographies », mai 2016 (ISBN 978-2-84516-704-9 et 978-2-84516-728-5, présentation en ligne)
- Itinéraire d'une grande gueule. Du Bled à l'Université, Paris, Orizons. 2015
- avec Rouet Gilles, (sous la direction de)., Europe partagée, Europe des partages, Paris,  éd. L’Harmattan. Local Global, Actualité sociale et politique Europe. 240 pages. Février 2013.  (ISBN 978-2-343-00021-3)
- Serge Dufoulon (sous la direction), Internet ou la boîte à usages, Paris, éd. L'Harmattan. 2012.  (ISBN 978-2-336-00396-2)
- Les gars de la marine. Ethnologie d'un navire de guerre, Paris, éd. Métailié. 1998. 300 pages.  (ISBN 2-86424-282-6)
- Femmes de parole. Une ethnologie de la voyance, Paris, éd. Métailié.1997. 308 pages. (ISBN 2-86424-234-6)
- Migrations, Mobilités, Frontières & Voisinages, en codirection avec Maria Rostekova, Paris : Editions L’Harmattan, 2011. 332 pages.  (ISBN 978-2-296-56363-6)
- « L’armée comme lieu de promotion sociale ? Le cas des nouvelles catégories d’officiers issus des filières universitaires », in Gresles F., Sociologie du milieu militaire, Paris, l’Harmattan, 2005.
- Australie, in Laplantine F., et Nouss A., Métissages, éd Pauvert, Librairie Arthème Fayard. 2001.
- Дюфулон С., Годе Ф. Глобалізація: стратегія їжака // Вісник ОНУ. - Серія «Соціологія і політичні науки». - Том. 17, Випуск 2. - Одеса: Астропринт, 2012. - С. 7-25.
- Sous le signe de Caïn : la figure du migrant  in (sous la direction de Dufoulon S, & Rostekova M) Migrations, Mobilités, Frontières et Voisinages , Paris, Editions L'Harmattan. 2011
- Développement durable : Analyse sociologique de la domestication de l’environnement [10]
- « Les Religions d’Europe et le risque nationaliste », in Religious Frontiers of Europe, Eurolimes, Journal of the Institute for Eurogional Studies, Volume 5, pgs. 189, Oradea University Press. 2007.

### Articles
- « Le corps et la beauté dans l'Aïkido : Du singulier à l'universel », The Conversation,‎ 22 juin 2018 (lire en ligne)
- « De l'ignorance à l'oubli du genre en soi : Anthropologie du post-humain dans une modernité convenue », dans Isabelle Boof-Vermesse, Matthieu Freyheit et Hélène Machinal (dir.), Hybridités posthumaines : cyborg, mutants, hackers, Paris, Éditions Orizons, 2018, p. 21-35
- (en) « We Are European Citizens, Are We Not? Keys to a Real Citizenship », Politické vedy, Faculty of Political Science and International Relations, Matej Bel University (en),‎ avril 2017 (lire en ligne [PDF])